# Jenny Packham
Jenny Packham (Southampton, 11 marzo 1965) è una stilista inglese.

## Biografia
È la sorella del naturalista e conduttore televisivo Chris Packham.
Ha studiato moda alla Università di Southampton Solent e si è laureata con lode al Central Saint Martins College of Art and Design di Londra.
Ha fondato la propria casa di moda nel 1988 proponendo ready-to-wear. Nel 1997 ha lanciato la collezione di abiti da sposa e dal 2008 disegna anche accessori da sposa. A queste, nel 2011 si è aggiunta anche una collezione di lingerie. 
Nel 2008 ha ricevuto una laurea honoris causa alla Università di Southampton Solent.
Nel 2013 ha festeggiato i venticinque anni di attività con una serie di sfilate retrospettive presso il Victoria and Albert Museum.

## Vita privata
Vive a Hampstead con il marito Mathew Anderson. I due si sono conosciuti al college e dopo una lunga relazione si sono sposati all'hotel Mandarin Oriental Hyde Park di Londra il 19 dicembre 2015.  Hanno due figlie, Isabella e Georgia. Mathew è anche il CEO della casa di moda di Jenny. 

## Clienti celebri
La duchessa di Cambridge Kate Middleton ha indossato abiti firmati Jenny Packham in molte occasioni importanti, come l'ARK Gala del 2011 o le prime apparizioni con i figli, il principe George e la principessa Charlotte all'uscita dal St. Mary's Hospital.
Per il loro matrimonio hanno indossato i suoi abiti le attrici Elizabeth Hurley, Jodi Albert e Denise van Outen, la presentatrice Fearne Cotton, le cantanti Pink e Anastacia.
Sul red carpet i suoi vestiti sono stati indossati da Angelina Jolie, Taylor Swift, Blake Lively, Elle Fanning, Dita Von Teese, Uma Thurman, Miley Cyrus, Kate Hudson, Keira Knightley, Florence Welch, Jennifer Aniston, Eva Longoria, Reese Witherspoon, Kate Winslet, Cameron Diaz, Helen Mirren, Jennifer Lopez, Vanessa Hudgens, Oprah Winfrey, Emily Blunt, Charlize Theron, Adele (cantante).

## Collaborazioni per il cinema e la televisione
Hanno indossato i suoi abiti: 
- Emma Watson in Harry Potter e i Doni della Morte
- Rosamund Pike in La morte può attendere
- Caterina Murino in Casino Royale[8]

Jenny Packham ha collaborato regolarmente con Patricia Field per vestire Kim Cattrall nella serie Sex and the City.
Nel 2007 ha lavorato anche ai costumi del film Il diavolo veste Prada, per i quali Patricia Field è stata nominata agli Oscar.
I suoi abiti compaiono negli episodi di Gossip Girl: Goodbye, Columbia (quarta stagione), Chi è il padre? (quinta stagione), Cercasi Serena disperatamente(sesta stagione).

## Premi e riconoscimenti
- Best wedding dress designer per la Reatil Bridalwear Association, 2014
- Best British Bridalwear Designer ai Bridal Buyer Awards, 2008[12] e 2014
- Bridal Designer of the Year ai Bridal Buyer Awards, 2011[13]
- International Couture Bridal Designer of the Year, 2007
- Hollywood Style Designer of the Year, 2006[14]